# The Last Tour on Earth
Albums de Marilyn Manson
Mechanical Animals Holy Wood (In the Shadow of the Valley of Death)
The Last Tour On Earth est un album de Marilyn Manson sorti en 1999. Il s'agit d'un album entièrement composé d'enregistrement live, à part le dernier titre, Astonishing Panorama of the Endtimes.

## Liste des titres
1. Inauguration of the Mechanical Christ (Manson / Ramirez)
2. The Reflecting God (Manson / Ramirez, Reznor)
3. Great Big White World (Manson / Ramirez, Gacy, Zum)
4. Get Your Gunn (Manson / Berkowitz, Gein)
5. Sweet Dreams (Stewart / Stewart) Hell Outro (Manson / Ramirez)
6. Rock is Dead (Manson / Ramirez, Gacy)
7. The Dope Show (Manson / Ramirez)
8. Lunchbox (Manson / Berkowitz, Gein)
9. I Don't Like the Drugs (But The Drugs Like Me) (Manson / Ramirez, Zum)
10. Antichrist Superstar (Manson / Ramirez, Gacy)
11. The Beautiful People (Manson / Ramirez)
12. Irresponsible Hate Anthem (Manson, Ramirez / Berkowitz, Gacy)
13. The Last Day on Earth (Manson / Manson, Ramirez, Gacy)
14. Astonishing Panorama of the Endtimes (inédit) (Manson / Ramirez, John 5)

## The Last Tour on Earth(2000)(Hollywood Tour)
1. Intro/Count To Six And Die
2. Irresponsible Hate Anthem
3. The Reflecting God
4. Great Big White World
5. Disposable Teens
6. The Fight Song
7. The Nobodies
8. Rock is Dead
9. The Dope Show
10. Crucifiction in Space
11. Sweet Dreams/Hell Outro
12. The Love Song
13. The Death Song
14. Antichrist Superstar
15. The Beautiful People
16. Astonishing Panorama of the Endtimes
17. Lunchbox